# دان ليبوفيتز
دان ليبوفيتز (بالإنجليزية: Dan Leibovitz)‏ هو مدرب كرة سلة أمريكي، ولد في 30 يوليو 1973 في فيلادلفيا في الولايات المتحدة.

## روابط خارجية
- دان ليبوفيتز على موقع كلية كرة السلة في سبورتس رفرنس.كوم (الإنجليزية)